# Kraftstoffeinspritzung
Kraftstoffeinspritzung ist ein Sammelbegriff für alle Gemischbildungssysteme bei Verbrennungsmotoren, die keine Vergaser haben. In der Fachliteratur werden verschiedene Arten und Systeme der Kraftstoffeinspritzung beschrieben, die sich teils erheblich voneinander unterscheiden, wobei das wichtigste Unterscheidungskriterium die Position der Einspritzdüse ist. Vereinfacht betrachtet wird zwischen direkter Einspritzung mit innerer Gemischbildung und indirekter Einspritzung mit innerer oder äußerer Gemischbildung unterschieden, wobei es auch hier im Detail Unterschiede zwischen Einspritzanlagen einzelner Motortypen abhängig von deren Funktionsprinzipien (Diesel, Otto usw.) gibt. Weiteres kann auch nach Art der Regelung unterschieden werden, die rein mechanisch oder elektronisch (bzw. computergesteuert) erfolgen kann. Dieser Artikel gibt daher nur eine Übersicht über die einzelnen Systeme, ohne sie im Einzelnen zu erläutern.
Ferner gibt es weitere umgangssprachliche Begriffe, die nicht allumfassend sind und vor allem eine Abgrenzung vom Vergaser ausdrücken sollen, ohne jedoch in der Fachliteratur beschrieben zu werden, wie zum Beispiel (elektronische) Benzineinspritzung, womit meist Bauarten der Benzindirekteinspritzung und Saugrohreinspritzung gemeint sind, Einspritzung, Einspritzanlage oder auch Einspritzer.

## Direkteinspritzung
Als Direkteinspritzung werden Verfahren zur inneren Gemischbildung bezeichnet, bei denen der Kraftstoff unmittelbar in den Brennraum eingespritzt wird:
- Direkteinblasung: Einbringung von gasförmigem Kraftstoff (Brenngas) direkt in den Brennraum (bei Gasmotoren, meist Ottomotoren)
- Lufteinblasung (historisch für erste Dieselmotoren verwendet)
- Benzindirekteinspritzung (vor allem bei Ottomotoren)
- Common-Rail-Einspritzung (Diesel- und Ottomotoren)
- Kantengesteuerte konventionelle Direkteinspritzung beim Dieselmotor, mit

- Radialkolbenpumpe
- Reiheneinspritzpumpe
- Steckpumpe
- Verteilereinspritzpumpe
- Pumpe-Düse-System
- Pumpe-Leitung-Düse

Ferner gibt es noch Sonderverfahren:
- M-Verfahren (Dieselmotoren)

- FM-Verfahren (vom M-Verfahren abgeleitetes Hybridverfahren)

- Nachkammerverfahren (Dieselmotoren)

## Indirekte Einspritzung

### Mit innerer Gemischbildung
Bei indirekter Einspritzung mit innerer Gemischbildung wird der Kraftstoff in den Nebenbrennraum eines in Haupt- und Nebenbrennraum unterteilten Brennraumes eingespritzt. Hierbei erfolgt die Einspritzung frühzeitig während der beginnenden Kompression, wodurch nur ein relativ niedriger Einspritzdruck überwunden werden muss, während die feine Zerstäubung und Verdampfung des Kraftstoffs überwiegend durch Verwirbelung und Erhitzung während der fortgesetzten Kompression erreicht werden. Dieselmotoren mit indirekter Einspritzung werden auch als Kammerdieselmotoren bezeichnet. Zu indirekten Einspritzverfahren zählen unter anderem:
- Indirekte Einspritzung beim Glühkopfmotor
- Vorkammereinspritzung
- Wirbelkammereinspritzung
- Lanova-Einspritzverfahren
- Acro-Luftspeicherverfahren

### Mit äußerer Gemischbildung
Bei der indirekten Einspritzung mit äußerer Gemischbildung wird der Kraftstoff in das Ansaugrohr des Motors eingespritzt und vom Kolben ein fertiges Kraftstoffluftgemisch angesaugt. Dieses vor allem bei Ottomotoren und Wankelmotoren verwendete Verfahren wird als Saugrohreinspritzung bezeichnet und lässt sich in zwei Unterarten unterteilen:
- Zentraleinspritzung
- Mehrpunkteinspritzung